# Павильон № 4 «Картофель и овощи» (Торговый городок)
Павильон № 4 «Картофель и овощи» — четвёртый выставочный павильон Рязанской областной сельскохозяйственной, промышленной и строительной выставки, построенный в 1955 году под руководством архитектора Евгения Ларинского. Расположен на Фестивальной площади сразу за павильоном «Рязань». С западной стороны площади симметрично располагается зеркальный павильон № 5 «Животноводство». Отсюда начинается Главная аллея выставки.
Современное название «Скопинуголь» павильон получил в результате ошибочной интерпретации. В действительности выставка угольной промышленности проходила в павильоне № 2, специально построенном для этого. В 2024 году в здании проходит реконструкция.

## История
Павильон был построен в августе-сентябре 1955 года. Его экспозиция была посвящена овощному сектору сельскохозяйственной промышленности Рязанской области, поэтому он получил название «Картофель и овощи». Симметричное ему здание предназначалось для экспозиции животноводческого комплекса. Рядом между павильонами № 4 и № 22 располагался высокий флагшток с флагом СССР.
В 1991 году павильон выкупила корпорация «Торговый городок», планировавшая реконструкцию комплекса. В здании располагались различные розничные магазины. До 2020 года дошли их вывески, посуда, керамика, бытовая химия, автозапчасти, скобяные изделия. Банкротство корпорации в 1996 году превратило Фестивальную площадь в часть рыночного комплекса. Рядом с павильоном были установлены металлические торговые ларьки. В это же время возводятся самовольные пристройки к зданию: дополнительный торговый зал, котельная, общественный туалет. Пространство между пилястрами дворового портика было заложено силикатным кирпичом. В концепции реконструкции от 2013 года павильон планировалось сохранить. Торговля продолжалась здесь до 2021 года, когда комплекс был объявлен памятником архитектуры и был национализирован Правительством области.
В 2023 году началась реставрация здания, в результате которой незаконные пристройки были ликвидированы и зданию вернули первоначальный облик.

## Предназначение павильона
В современной концепции выставки павильон называется «Скопинуголь»: такая надпись установлена на фасаде здания. В действительности, экспозиция, посвящённая угольной промышленности, располагалось в специально построенном для неё павильоне № 2, который впоследствии сменил выставочную тематику и название на «Рязань — селу».
Современное название 4-го павильона появилось вероятно из-за неверного прочтения архитектурных чертежей. Так как проектирование выставки велось в предельно сжатые сроки, то предназначение многих павильонов ещё не было определено, а их экспозиции разрабатывались параллельно. Поэтому на листах в поле «название» вносилось не собственно, название павильона, а указывалась организация, которая была ответственна за его строительство.
Ответственным предприятием, получившим задание на строительство павильона № 4 был трест «Октябрьшахтстрой», штаб-квартира которого была расположена в городе Скопине. Оттуда в Рязань были привезены все строительные материалы и рабочие, которые приступили к возведению здания.

## Архитектура
Кирпичное одноэтажное Г-образное в плане здание, располагающееся на Фестивальной площади и симметричное зеркальному павильону № 5. Парадный фасад здания украшен угловым ордерным портиком с пилястрами и капителями коринфского ордера. Второй портик устроен на дворовом фасаде. Здание венчает октагон в виде деревянной трёхъярусной башни с колоннами и высоким шпилем на кирпичном постаменте. Шпиль венчала пятиконечная золотая звезда. В южной части здания расположен дополнительный вход, выполненный в виде ризалита. Центральную часть фасада занимают 4 прямоугольных окна, расположенных между пилястрами.